# Biotopo Torbiera Totes Moos
Il Biotopo Torbiera Totes Moos (in tedesco Biotop Totes Moos) è un'area naturale protetta che si trova nel territorio comunale di Nova Ponente in Alto Adige. Fu istituita nel 1993.
Occupa una superficie di 4,19 ha nella provincia autonoma di Bolzano.